# PNotes
PNotes是一款免费且免安装的桌面便签软件。

## 特色
PNotes官网提供了近百种各式各样的便签皮肤的下载。软件本身还提供了强大的便签管理功能和软件设置选项，可以完全满足个性化的需要。
官方网站现提供了几十种软件语言包的下载，包括英语、简体中文、繁体中文等。
PNotes还提供了闹钟提醒、便签搜索、便签加密、自定便签皮肤和字体、自定快捷键等众多实用功能。